# Khước Nhuế
Khước Nhuế (chữ Hán: 郤芮, bính âm: Xì Ruì), là đại phu nước Tấn thời Xuân Thu trong lịch sử Trung Quốc.

## Giúp Tấn Huệ công
Tổ tiên của Khước Nhuế gốc họ Cơ, thuộc dòng công thất nước Tấn, đời Thúc Hổ được phong thực ấp ở đất Khước (Khích), nên lấy chữ Khước (Khích) làm họ, truyền dần đến Khước Nhuế. Khước Nhuế theo phò công tử thứ hai của Tấn Hiến công là Di Ngô. Năm 655 TCN, Tấn Hiến công nghe lời gièm pha của Ly Cơ, ép chết thế tử Cơ Thân Sinh, lập con Ly Cơ là Hề Tề làm thế tử. Di Ngô cùng anh là Trùng Nhĩ đang đến Giáng đô, bị Ly Cơ gièm pha, sợ hãi vội bỏ chạy về đất trấn thủ là ấp Bồ và ấp Khuất lo cố thủ.
Tấn Hiến công tức giận, bèn điều quân đánh. Ban đầu Di Ngô cầm cự được. Nhưng sang năm 654 TCN, đại phu Giả Hoa cầm quân đánh đất Khuất, Di Ngô thua trận định chạy sang nước Địch. Khước Nhuế can ngăn không nên sang, vì Trùng Nhĩ đã chạy sang đó nên quân Tấn sẽ đến đánh lần nữa và khuyên Di Ngô chạy sang nước Lương ở gần nước Tần, để có thể nhờ cậy nước Tần về nước khi vua cha qua đời. Di Ngô nghe theo, bèn chạy sang nước Lương.
Năm 651 TCN, Tấn Hiến công mất, ủy thác Hề Tề cho Tuân Tức. Đại phu Lý Khắc chống lại, mang quân giết Hề Tề. Tuân Tức lập Trác Tử, Lý Khắc đánh giết cả Trác Tử và Tuân Tức. Lý Khắc và đại phu Bì Trịnh bàn nhau đi rước công tử Trùng Nhĩ về nối ngôi nhưng Trùng Nhĩ từ chối. Lý Khắc đành sai sứ sang nước Lương rước Di Ngô về làm vua.
Khước Nhuế cùng Lã Sảnh tỏ ra nghi ngờ, vì vẫn còn những người con khác của Hiến công nên kiến nghị Di Ngô nên mượn uy thế nước Tần mạnh đưa về nước khiến trong nước phải khuất phục. Di Ngô nghe theo. Khước Nhuế bèn mang của cải đi biếu Tần Mục công, nhờ vua Tần đưa Di Ngô về nước và giao hẹn sẽ cắt đất Hà Tây cho nước Tần. Tần Mục công nhận lời, rước Di Ngô từ nước Lương về nước Tấn, lên ngôi, tức là Tấn Huệ công. Huệ công phong thêm cho Khước Nhuế ở đất Ký.
Lên ngôi vua, Tấn Huệ công sai Bì Trịnh đi sứ nước Tần, nói thác cớ đất Hà Tây là do vua cha mở mang, không dám tự cắt, rồi 
truất binh quyền của Lý Khắc, sau bức tử.
Bì Trịnh là người cùng cánh với Lý Khắc, nghe tin Lý Khắc bị giết, bèn quay lại nói với Tần Mục công cho mình về Tấn để chia rẽ Tấn Huệ công với Khước Nhuế, Lã Sảnh và Khước Xứng để lật đổ Huệ công. Tần Mục công đồng tình, sai người đi cùng Bì Trịnh về Tấn, dùng vàng bạc hối lộ ba người. Khước Nhuế thấy quà biếu quá hậu và lời lẽ quá khẩn thiết, biết ý định của Bì Trịnh muốn chia rẽ nhằm lật đổ Huệ công, bèn cùng nhau giết chết Bì Trịnh và 7 đại phu cùng cánh với Lý Khắc.

## Mưu giết vua mới
Năm 638 TCN, Tấn Huệ công mất, thế tử Ngữ đang ở nước Tần lo lắng, bỏ trốn về, rồi nối ngôi tức Tấn Hoài công. Tần Mục công rất tức giận, đúng lúc công tử Trùng Nhĩ đến Tần, ông bèn hứa giúp Trùng Nhĩ lên làm vua.
Tháng 3 năm 636 TCN, Tần Mục công sai quân đưa Trùng Nhĩ về nước, Tấn Hoài công điều quân ra chống, nhưng thất bại, bèn bỏ chạy sang đất Cao Lương. Trùng Nhĩ lên ngôi, tức Tấn Văn công.
Khước Nhuế và Lã Sảnh không phục vua mới, mưu đốt cung điện để ám sát Trùng Nhĩ và lập vua khác. Hoạn quan Bột Đề biết mưu được, bèn đi báo với Tấn Văn công. Văn công sợ vây cánh Khước Nhuế và Lã Sảnh chưa diệt hết, bèn vi hành bí mật sang nước Tần một lần nữa để tránh. Tần Mục công đón tiếp vua Tấn ở Vương Thành.
Lã Sảnh và Khước Nhuế đốt cung điện nhưng không bắt được Tấn Văn công. Quân họ Lã và họ Khước đụng độ với vệ binh của Tấn Văn công, bị đánh bại bỏ chạy.

## Bị giết
Tần Mục công sai sứ đến dụ Khước Nhuế và Lã Sảnh đến gặp để bàn lập người khác làm vua. Khước Nhuế đến liền bị vua Tần bắt giết trên sông Hoàng Hà. Sau đó Tần Mục công sai 3000 quân hộ vệ Tấn Văn công trở về nước Tấn. Con Khước Nhuế là Khước Khuyết bị giáng làm thứ dân.
Mười năm sau, Tấn Văn công tuổi cao, đại phu Tư Thần thấy Khước Khuyết là người hiền, bèn tiến cử lên Tấn Văn công, Văn công phong cho Khước Khuyết làm Đại phu, chức Hạ quân tá.